# Mavka: Skovens sjæl
Mavka: Skovens sjæl er en ukrainsk animationsfilm fra 2023, der er instrueret af Oleksandra Ruban og Oleh Malamuzh. Filmen handler om skovånden Mavka, der vågner for at beskytte sin verden mod trusler udefra, men bliver ramt af en indre konflikt, da hun møder mennesket Lukash. Filmen vises med dansk tale.

## Handling
Mavka er en smuk og kraftfuld skovånd, som vågner til live for at beskytte sin magiske verden mod trusler udefra. Men da hun møder musikeren Lukash står hun overfor sit livs største dilemma: Kan hun forene sin pligt som vogter af skoven med sine spirende følelser for mennesket Lukash? Filmen er baseret på ukrainsk folklore.

## Medvirkende
- Johanne Milland
- Alex Høgh Andersen
- Cecilie Stenspil
- Lars Mikkelsen
- Michelle Bjørn-Andersen

## Modtagelse

### USA
På det amerikanske websted Rotten Tomatoes, der opsummerer amerikanske mediers filmanmeldelser, var 77 % af de 13 indsamlede anmeldelser positive med en gennemsnitlig vurdering på 6,2 ud af 10 mulige point.